# Embalse de Guiamets

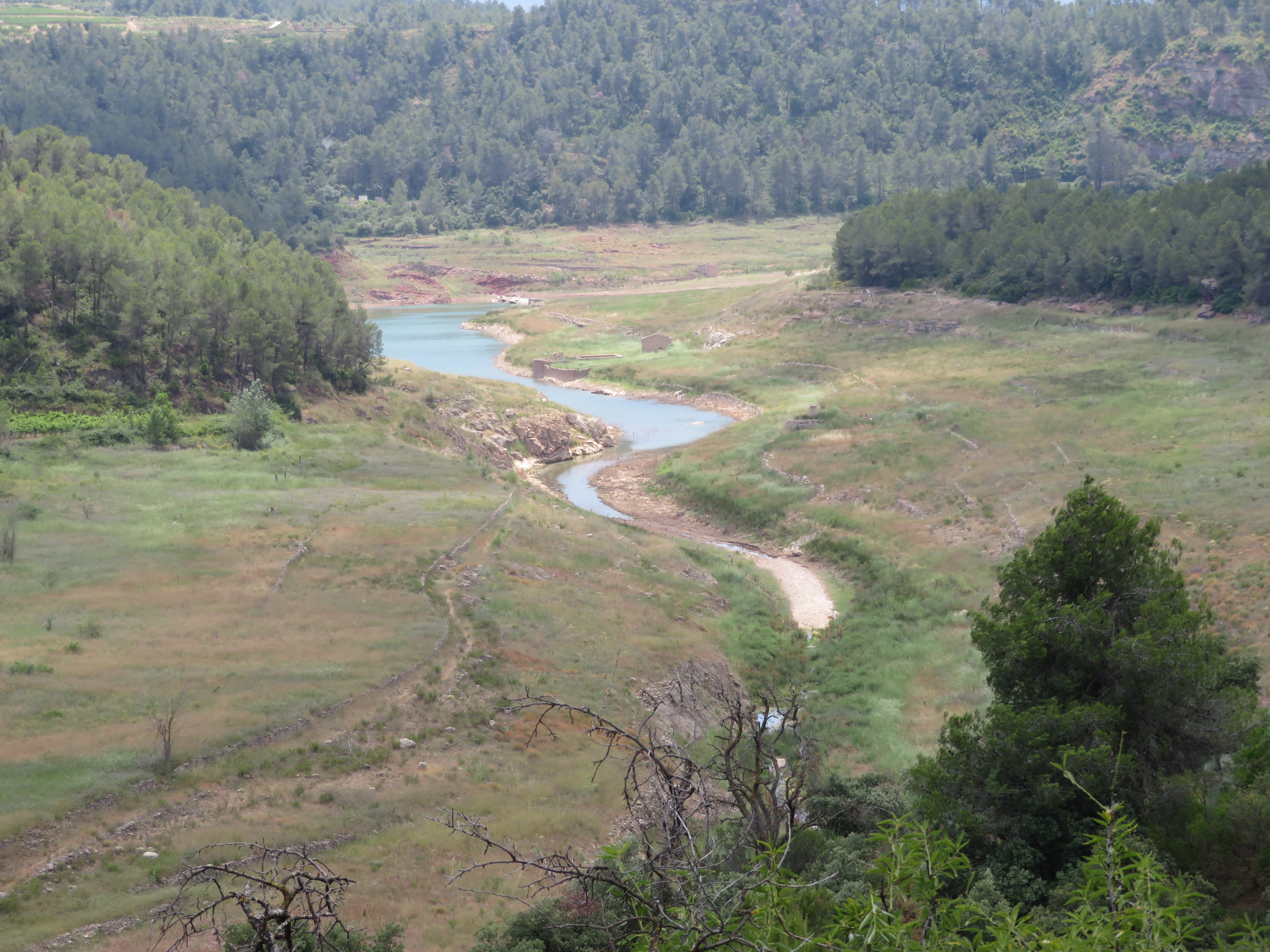
Curso del torrente de Capçanes vertiendo agua al embalse de Guiamets

El embalse de Guiamets está situado en la arroyo de Capsanes, cuenca del río Ebro, creado por una presa situada en el municipio de Guiamets, que se extiende por su término municipal, en la comarca del Priorat. Fue construido entre 1951 y 1971.